# Elly Ruimschotel
Elly Ruimschotel (Batavia, Nederlands-Indië, 1 september 1931 – Bantry (Ierland), 8 maart 2000) was een Nederlandse actrice, kleinkunstenares en dramaturge.

## Biografie
Op driejarige leeftijd reisde Ruimschotel met haar familie naar Nederland. Direct na de middelbare school ging ze naar de toneelschool in Amsterdam, waar zij haar toekomstige echtgenoot Piet Kamerman leerde kennen en in 1952 haar diploma haalde.
In 1952 maakte zij ook haar debuut bij het Amsterdamse Volkstoneel. Daarna volgden nog rollen bij de Haagse Comedie.
In 1955 emigreerde Ruimschotel samen met haar man naar Canada. Beiden werkten daarna nog enige tijd op de Antillen voor de Stichting Culturele Samenwerking Sticusa en vestigden zich ten slotte in Ierland. Tussendoor werkte zij als dramaturge bij Toneelgroep Theater en later ook bij de AVRO, schreef zij verhalen en speelde zij rollen in tal van televisieproducties. Een van deze rollen was dat van Toeti, bij het VARA-programma de Late Late Lien Show met Wieteke van Dort als Tante Lien. Ruimschotel werd 68 jaar.